# Troika Games
Troika Games foi uma desenvolvedora de jogos eletrônicos americana fundada por Jason Anderson, Tim Cain e Leonard Boyarsky, com foco em RPGs para PC. Foi fundada em 1998 e funcionou entre 1998 e 2005. 
É mais conhecida pelo jogo Vampire: The Masquerade - Bloodlines, infame por seu lançamento inacabado mas que ficou bastante famoso nos círculos cult de jogadores de RPG para PC.

## Lista de jogos desenvolvidos
- Arcanum: Of Steamworks and Magick Obscura (2001)
- The Temple of Elemental Evil (2003)
- Vampire: The Masquerade - Bloodlines (2004)